# مسجد لرزاده
مسجد لرزاده یکی از مساجد معروف شهر تهران توسط علی اکبر برهان در دهه ۲۰ شمسی تأسیس شد. معمار این مسجد حسین لرزاده بوده است. این مسجد در خیابان لرزاده منشعب از خیابان خراسان در تهران واقع شده است.
علی اکبر برهان در این مسجد مدرسه علمیه ای تاسیس کرد که در آن بسیاری از استادان و فُقَهای حوزه علمیه تهران پرورش یافتند.

## تاریخچه و معماری
این مسجد براساس معماری قاجاریه با طاق‌های هفت کاسه، ستون‌های متعدد و محراب کوچک با کاشی کاری فیروزه‌ای رنگ ساخته شده است. مسجد لرزاده حدود ۶۰۰ متر شبستان مردانه و زنانه دارد و کل بنای آن ۱۱۰۰ متر است.

ائمه جماعت مسجد لرزاده به ترتیب علی اکبر برهان، میرزا علی آقا فلسفی تنکابنی، عباسعلی عمید زنجانی، امیرعباس اکبری، علی اصغر تاجیک ورامینی بوده‌اند.
در سال‌های آغازین تاسیس مسجد، مدرسه علمیه مسجد لرزاده حوزه علمیه تهران نیز تحت هدایت و مدیریت علی‌اکبر برهان، فعال بوده و علی‌اکبر ناطق‌نوری، حسین انصاریان، قاسم شجاعی و احمد مجتهدی تهرانی از شاگردان این مدرسه علمیه اسلامی در حوزه علمیه تهران بودند.
مسجد لرزاده در دوران انقلاب ۱۳۵۷ یکی از مراکز اصلی معترضان در جنوب شرقی تهران و مرکز تجمع جوانان انقلابی بود.
نخستین صندوق قرض‌الحسنه در این مسجد توسط علی فلسفی، حسین عطایی و سید تقی خاموشی در سال ۱۳۴۱ و به روایتی ۴۲ راه‌اندازی شد.
حسین انصاریان می‌گوید:
در مسجد، سه نوبت، نماز جماعت برپا بود. از هر صنف برای نماز می‌آمدند. ایشان به همه سپرده بود که هر کاری دارید به یکدیگر مراجعه کنید؛ حتی برای ازدواج نیز تأکید داشتند که آنها از بین خود عروس و داماد پیدا کنند.

اگر کتاب تازه‌ای چاپ می‌شد، به مؤلف آن می‌گفت که کتابهایت را به مسجد بیاور تا سفارش کنیم مردم بخرند. به عنوان مثال فیض الاسلام، کتاب نهج البلاغه اش را که در شش جلد بود به آنجا آورد و جلدی پنج تومان فروخت. مسجد لرزاده تقریباً شهر کوچکی بود که افراد مختلف از هر صنفی در آن حضور می‌یافتند.